# Erzbistum Niamey
Das Erzbistum Niamey (lat.: Archidioecesis Niameyensis) ist ein römisch-katholisches Erzbistum mit Sitz in Niamey in Niger. Es umfasst die Hauptstadt Niamey sowie die Regionen Dosso und Tillabéri im Westen Nigers.

## Geschichte
Am 28. April 1942 wurden Gebietsteile von zahlreichen Apostolischen Vikariaten (Dahomey, Khartum und Foumban) und Apostolischen Präfekturen Nord- und Zentralafrikas in der Apostolischen Präfektur Niamey zusammengefasst. Am 13. Mai 1948 gab die Apostolische Präfektur Niamey Teile seines Territoriums zur Gründung der Apostolischen Präfektur Parakou ab. Weitere Gebietsabtretungen erfolgten am 12. Februar 1959 zur Gründung der Apostolischen Präfektur Fada N’Gourma und am 12. März 2001 zur Gründung des Bistums Maradi. Am 21. März 1961 wurde die Apostolische Präfektur Niamey zum Bistum erhoben. Am 25. Juni 2007 erhob Papst Benedikt XVI. das Bistum zum Erzbistum und unterstellte ihm das Bistum Maradi als Suffraganbistum.

## Ordinarien

### Apostolische Präfekten von Niamey (1942–1961)
- François Faroud SMA (1942–1948)
- Constant Quillard CSsR (1948–1961)

### Bischöfe von Niamey (1961–2007)
- Marie-Jean-Baptiste-Hippolyte Berlier CSsR (1961–1984)
- Guy Armand Romano CSsR (1997–2003)
- Michel Christian Cartatéguy SMA (2003–2007)

### Erzbischöfe von Niamey (seit 2007)
- Michel Christian Cartatéguy SMA (2007–2014)
- Djalwana Laurent Lompo (seit 2014)

## Pfarreien

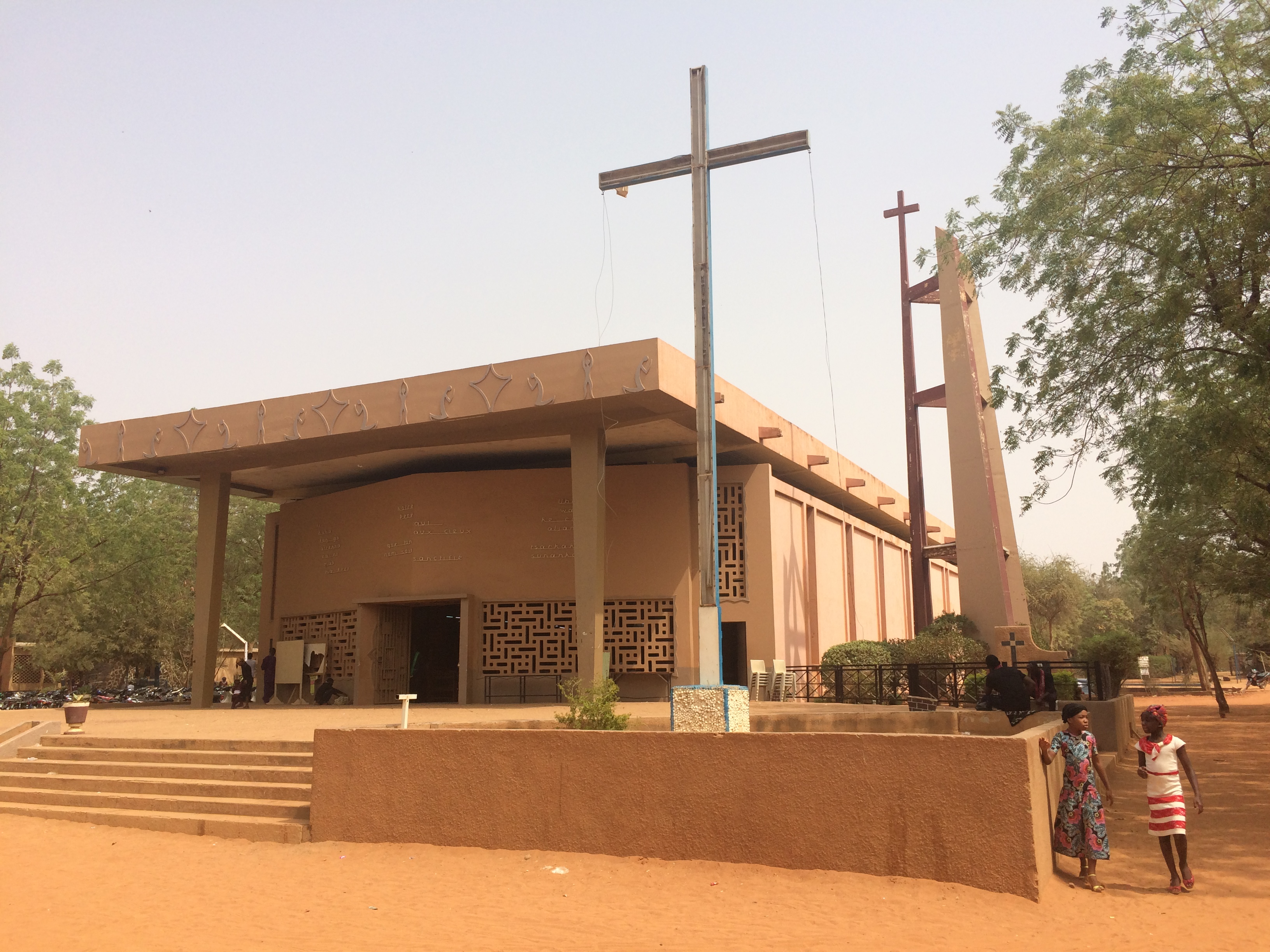
Kathedrale Unserer lieben Frau von der immerwährenden Hilfe in Niamey (2018)

- Kathedrale Unserer lieben Frau von der immerwährenden Hilfe in Niamey (Bischofskirche)
- St. Paul, Niamey
- St. Johannes, Niamey
- St. Gabriel, Niamey
- St. Theresia vom Kinde Jesu, Niamey
- St. Karl Lwanga, Dosso
- St. Franziskus, Makalondi
- Hl. Geist, Bomanga
- St. Johannes der Täufer, Dolbel und Fantio
- St. Gerhard, Dogondoutchi